# ألكسندرا ميروسواف
ألكساندرا ميروسواف (من مواليد 2 فبراير 1994) لاعبة ألعاب رياضية بولندية في  مسابقة التسلق السريع، بطلة تسلق السريع للسيدات مرتين في  بطلة العالم، بالإضافة أنها صاحبة الرقم القياسي العالمي الحالي في تسلق السرعة للسيدات. فازت بالميدالية الذهبية في الألعاب الأولمبية الصيفية 2024 في حدث تسلق السريع، لتصبح أول بطلة أولمبية على الإطلاق في هذا الحدث.